# Айхах
А́йхах (нем. Aichach [ˈaɪçax], бав. Oacha) — город и городская община в Германии, районный центр в Республике Бавария.
Община расположена в правительственном округе Швабия в районе Айхах-Фридберг. Население составляет 20 866 человек (на 31 декабря 2010 года). Занимает площадь 92,97 км². Официальный код — 09 7 71 113.
В Айхахе работает компания Bulthaup, производящая кухонную мебель.

## Население
По оценке на 31 декабря 2015 года население общины Айхах составляет 21 050 чел. 

| Дата      | 1840 | 1871 | 1900 | 1925 | 1939 | 1950  | 1961  | 1970  | 1987  | 2011  |
| --------- | ---- | ---- | ---- | ---- | ---- | ----- | ----- | ----- | ----- | ----- |
| Население | 5458 | 6475 | 6554 | 7923 | 8600 | 12132 | 12673 | 13440 | 16202 | 20247 |

| Год       | 1960  | 1970  | 1980  | 1990  | 2000  | 2009  | 2010  | 2011  | 2012  | 2013  | 2014  | 2015  |
| --------- | ----- | ----- | ----- | ----- | ----- | ----- | ----- | ----- | ----- | ----- | ----- | ----- |
| Население | 12686 | 13585 | 15114 | 17268 | 20272 | 20885 | 20866 | 20205 | 20354 | 20560 | 20736 | 21050 |